# Anne auf Green Gables (Fernsehserie)
Anne auf Green Gables ist der erste Teil einer Miniserie für Kinder von 1985. Die Vorlage war das gleichnamige Jugendbuch der kanadischen Autorin Lucy Maud Montgomery. Die Serie wurde insgesamt in 145 Ländern ausgestrahlt. In Deutschland zeigte sie das ZDF 1986.
Anne auf Green Gables besteht aus vier Episoden, die unter dem Titel Anne in Kingsport ausgestrahlte Fortsetzung hat fünf Episoden.
Die Rolle der Anne wird von der Schauspielerin Megan Follows verkörpert. Für beide Serien erhielt sie 1986 und 1988 jeweils einen Gemini Award für die beste weibliche Hauptrolle in einer kanadischen Miniserie.
2015 wurde in Kanada eine dreiteilige Neufassung produziert.

## Inhalt

### Anne auf Green Gables
Anne auf Green Gables erzählte die Geschichte des Waisenkindes Anne Shirley, das im Kanada des späten 19. Jahrhunderts durch eine Verwechslung zu den Cuthberts nach Green Gables im Örtchen Avonlea auf Prince Edward Island kommt. Die schon älteren Geschwister Matthew und Marilla Cuthbert haben eigentlich einen Jungen erwartet, der ihnen bei der Farmarbeit zur Hand gehen soll. Die vor Fantasie blühende und immerzu träumende, plappernde Anne gewinnt auf Anhieb das Herz des schüchternen Matthew. Seine Schwester Marilla hingegen ist anfangs Anne gegenüber sehr ernst. Nach vielen Überlegungen beschließen die Cuthberts, das Mädchen doch zu behalten.
Auf einem Sonntagspicknick lernt Anne ihre „Busenfreundin“ Diana Barry kennen. An ihrem ersten Schultag gerät Anne mit dem Mädchenschwarm Gilbert Blythe aneinander. Gilbert nennt sie zum Spaß „Karotte“ und ahnt nicht, welche Folgen das haben wird. Annes wunder Punkt sind ihre roten Haare. Vor Wut zerschlägt sie ihre Schiefertafel auf Gilberts Kopf. Eine jahrelange Feindschaft beginnt, denn Anne nimmt sich vor, ihm nie zu verzeihen.
Die Jahre vergehen und Anne feiert große Erfolge in der Schule. Sie gewinnt sogar das Avery-Stipendium für die beste Note in Literatur. Als sie nach Avonlea zurückkehrt, stirbt Matthew. Marilla sieht sich gezwungen, die Farm zu verkaufen, da es auch ihr gesundheitlich nicht gutgeht. Doch Anne will davon nichts wissen. Sie verzichtet auf das Stipendium und will stattdessen eine Anstellung als Lehrerin in Carmody antreten, damit Marilla nicht allein ist. Und Anne erkennt endlich, dass sie in Gilbert keinen Feind, sondern einen Freund hat. Auch er geht nicht auf das College, sondern tauscht seinen Lehrerposten in Avonlea mit Anne, damit sie in Marillas Nähe bleiben kann.

### Anne in Kingsport
1987 folgte die fünfteilige Fortsetzung Anne in Kingsport (Originaltitel: Anne of Green Gables: The Sequel), die 1988 vom ZDF und 1989 vom ORF in deutscher Bearbeitung ausgestrahlt wurde.
Anne, inzwischen Lehrerin in Avonlea, hat nach vielen Jahren endlich Frieden mit Gilbert Blythe geschlossen. Er ermutigt sie auch, ihren Traum vom Schreiben zu verwirklichen. Allerdings findet er, sie solle keine kitschigen Liebesromane, sondern wahre Geschichten schreiben.
Ihre Freundin Diana Barry heiratet zu ihrer großen Enttäuschung den biederen Fred Wright. Als Gilbert Anne auch einen Heiratsantrag macht, weist sie ihn entschieden ab. Stattdessen nimmt sie eine Anstellung in einem Mädcheninternat in Kingsport an. Mit ihrer Schülerin Emmeline Harris verbindet sie sofort eine tiefe Freundschaft. Doch ihre anderen Schülerinnen machen es ihr nicht leicht. Genauso schwierig gestaltet sich das Verhältnis zu Katherine Brook, der Direktorin des Internats. Katherine ist kalt und abweisend, insgeheim aber eifersüchtig auf Anne, die mit ihrer offenen Art immer mehr an Bewunderung in Kingsport gewinnt. Sie schafft es auch, dass die miteinander verfeindeten Familien Pringle und Harris sie respektieren.
Zu Emmelines störrischer, immer sich beschwerenden und hypochondrischen Großmutter entwickelt sich eine Freundschaft. Anne schafft es, dass Emmeline endlich von ihrem Vater Morgan Harris wahrgenommen wird. Zufällig begegnet sie Gilbert in Kingsport, der inzwischen Medizin studiert. Er erzählt ihr von seiner bevorstehenden Hochzeit und ermutigt sie nochmals, eine Geschichte über Avonlea zu schreiben. Morgan Harris, sehr von Anne beeindruckt, macht ihr einen Antrag. Doch Anne lehnt ab. Sie will nach Hause. Dort angekommen erfährt sie, dass Gilbert schwer erkrankt ist. Sie begreift jetzt, dass auch sie ihn liebt. Nach einigen Tagen erholt er sich und beide finden endlich zueinander.
Der deutsche Titel ist irreführend, da die Serie aus dem Roman Anne in Kingsport lediglich Gilberts Krankheit aufgreift. Der größte Teil der Reihe (die Ereignisse rund um die Mädchenschule) stellt hingegen eine recht freie Adaption des vierten Bandes Anne in Windy Willows dar.
Die Familie Harris existiert in der Vorlage so nicht. Tochter Emmeline ist eine Vermischung der Charaktere der Schülerin Sophie (sie ist es, die bei der Aufführung von Maria Stuart spontan die Hauptrolle übernimmt, nachdem die eigentliche Hauptdarstellerin sich aus Bosheit gegen Anne krankgemeldet hat) und des unglücklichen, vernachlässigten Nachbarskindes „die kleine Elisabeth“. Morgan Harris hat keine konkrete Entsprechung im Buch, insbesondere hat Anne während ihrer Zeit an der Mädchenschule keine Romanze, da sie zu dieser Zeit bereits mit Gilbert verlobt ist. Die Figuren der herrischen Großmutter und ihrer verängstigten Tochter Pauline treten dagegen genau so in Erscheinung, allerdings in ganz anderem Zusammenhang.
Wie in der Verfilmung ist die Katherine Brook des Romans eine durch ihr schweres Leben sehr verbitterte Frau. Allerdings ist sie keine ältere Dame, sondern mit 28 Jahren noch recht jung. Außerdem ist nicht sie, sondern Anne die Schulleiterin, was Katherines Verbitterung verstärkt, da ihre eigene Bewerbung übergangen und die jüngere Anne ihr vorgezogen wurde.

### Anne auf Green Gables – Das Leben geht weiter
Eine in Kanada gedrehte dritte Staffel unter dem Titel Anne of Green Gables: The Continuing Story aus dem Jahr 2000, die die Protagonistin Anne Shirley als Erwachsene zeigt, wurde mittlerweile auch im deutschen Sprachraum veröffentlicht.
Anne erhält eine Anstellung als Redakteurin und Lektorin bei einem renommierten Verlag in New York. Hier trifft sie auf den schneidigen Autor Jack Garrison jr., der Annes Manuskript für seine Zwecke benutzt und sie geschickt um den kleinen Finger zu wickeln versteht. Als das Buch unter seinem Namen verlegt wird, kündigt Anne und verlässt mit Gilbert New York, der mittlerweile ebenfalls in einer Klinik seine Kündigung eingereicht hat. Daraufhin kehren beide nach Green Gables zurück und heiraten.
Kurze Zeit später entscheidet sich Gilbert, sein Vaterland an der Front in Europa zu verteidigen. Er tut dies aber nur indirekt – als Arzt in Lazaretten. Anne und ihre Freundin erhalten bald die Nachricht, dass ihre Männer vermisst werden. So macht Anne sich auf, um Gilbert zu suchen.
Als Mitarbeiterin des Roten Kreuzes schafft sie es bis an eine der Frontlinien, findet dort auch Gilbert, als dieser wegen eines Angriffs das Lazarett verlassen muss. Doch sie verliert ihn aus den Augen. Sie trifft auch auf Jack Garrison, der für die Amerikaner als Kriegsberichterstatter arbeitet, seine Fähigkeiten aber auch geschickt als Spion einsetzt. Er ist mit einer Frau und seinem kleinen Sohn auf der Flucht. Als die Frau bei einem Angriff stirbt, nimmt Anne das Kind an sich und erlebt mit diesem einige turbulente Ereignisse, die sie als verkleidete Nonne bis nach Belgien verschlagen.
Hier kann sie Jack seinen Sohn zurückgeben. Dieser hilft ihr nun, Gilbert zu finden. In Deutschland läuft Gilbert ihr schließlich eher zufällig in die Arme. Gemeinsam mit Jack fliehen sie, um nach Kanada zurückzukehren. Auf der Fahrt wird Jack von einem Killer gestellt und erschossen.
Gemeinsam mit Gilbert kehrt Anne nach Hause zurück, und beide bemühen sich um eine Aufnahme von Jacks Sohn. Am Bahnhof von Bright River, wo einst Anne als Waise von Matthew Cuthbert abgeholt wurde, nimmt Anne den kleinen Dominic freudestrahlend in Empfang.